# Timpaan

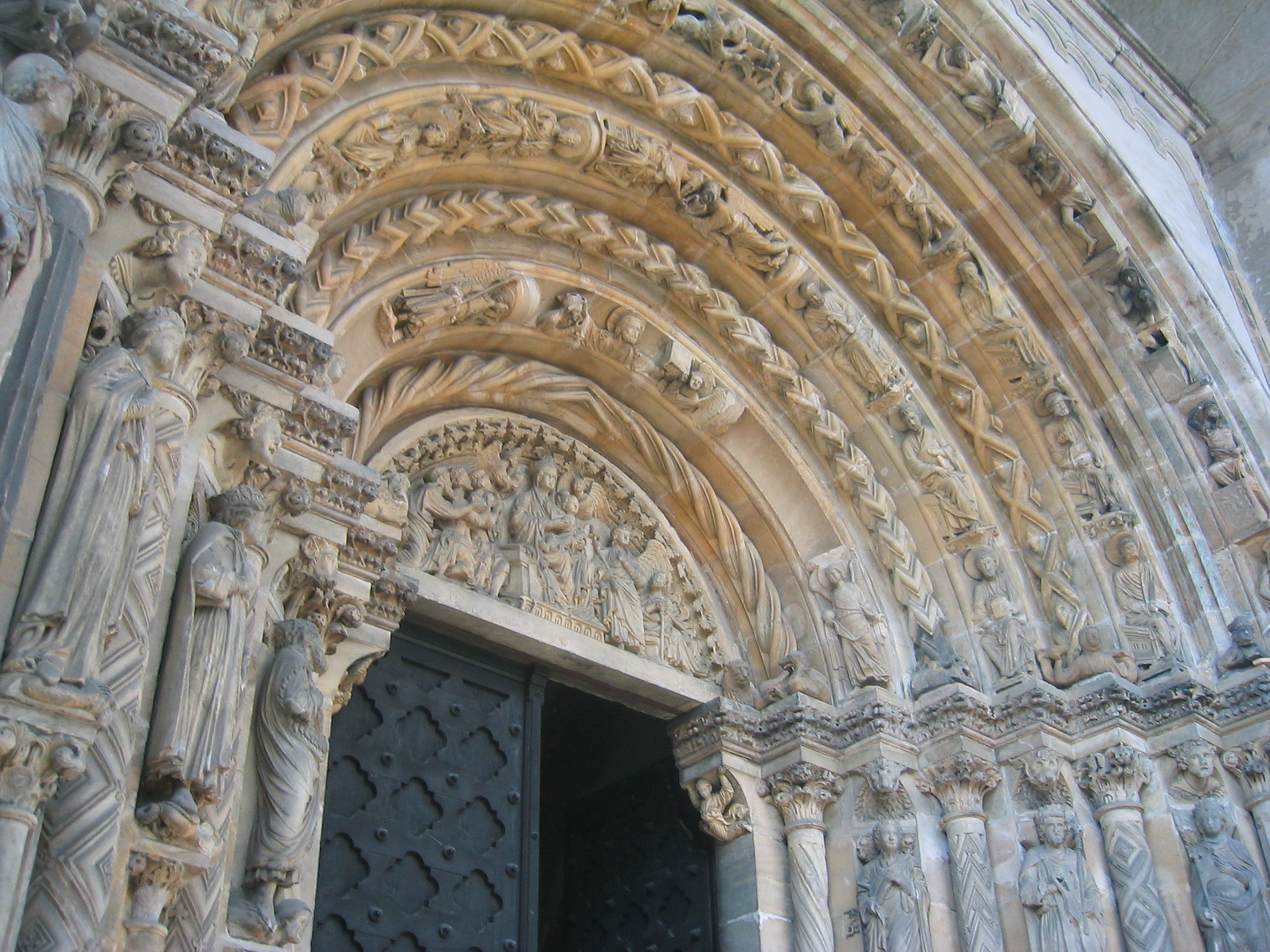
Halfrond timpaan omgeven door archivolten in de kathedraal van Freiberg

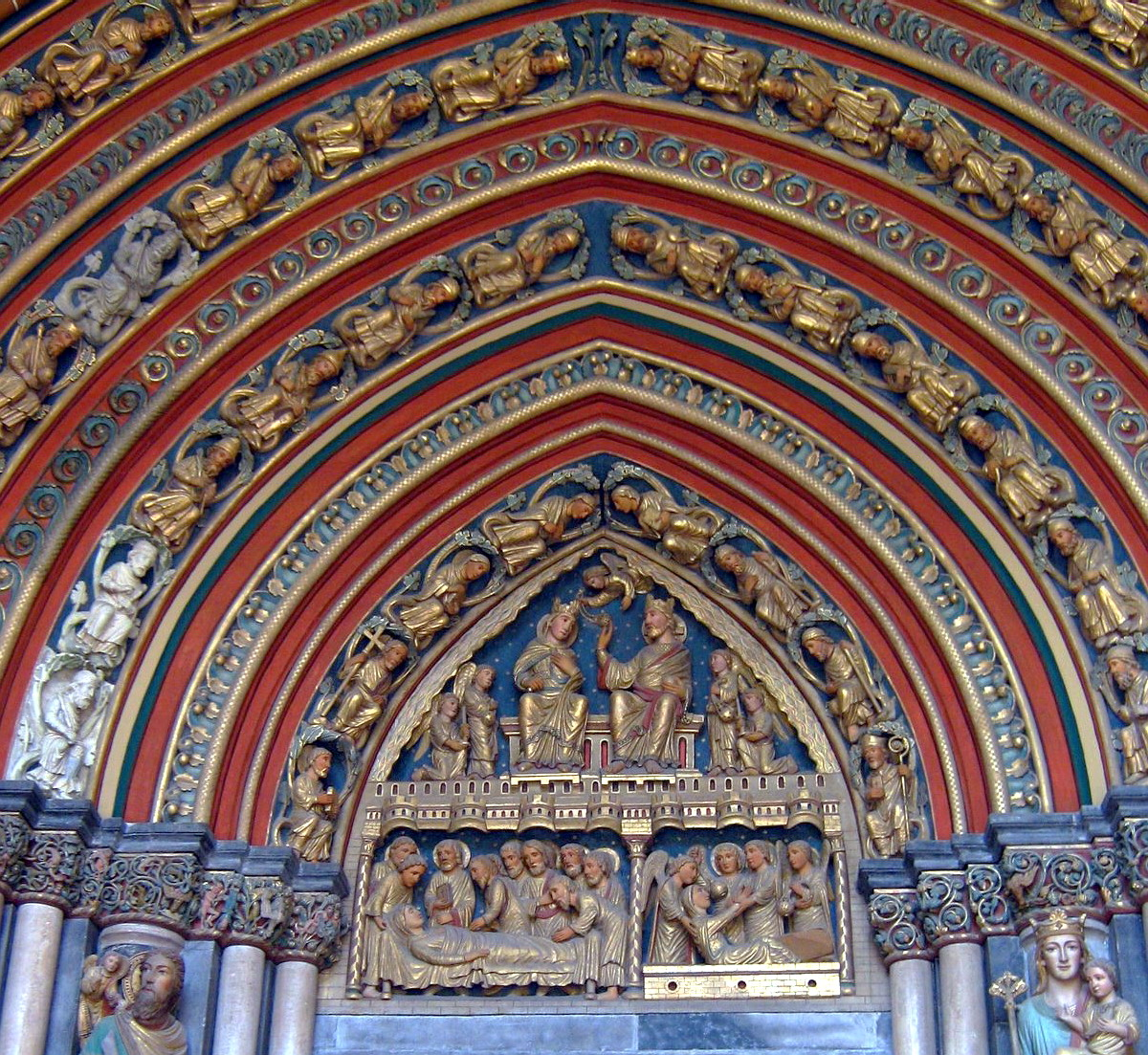
Timpaan van het Bergportaal, Sint-Servaasbasiliek, Maastricht

Het timpaan of tympanon (van Oudgrieks τύμπανον, tumpanon = oorspr.: handpauk, tamboerijn; Latijn: tympanum) is in de antieke bouwkunst het driehoekige gevelveld tussen de kroonlijst en de schuin oplopende daklijsten van een gebouw.
In de middeleeuwse bouwkunst is het timpaan (ook boogtrommel genoemd) de ronde (romaans) of spitsbogige (gotiek) vulling tussen de bovendorpel en de boog, met name boven portalen van kerken, veelal met beeldhouwwerk versierd. Het timpaan kan bestaan uit één groot beeldhouwwerk maar kan ook opgedeeld zijn in meerdere registers, zoals bij de timpanen in de westgevel van de Notre-Dame in Parijs waar die in drie registers zijn opgedeeld.
In de latere classicistische bouwkunst wordt timpaan wel als synoniem gebruikt voor fronton.
Omwille van de Griekse etymologie is de schrijfwijze tympaan ook gebruikelijk, maar in 1995 opteerde de Nederlandse Taalunie voor de schrijfwijze 'timpaan'.

## Nederland
Hoogtepunten van de romaanse timpaankunst in Nederland zijn het timpaan van Egmond van de Sint-Adelbertabdij in Egmond (thans in het Rijksmuseum Amsterdam) en het timpaan met de Majestas Domini in de Kruisgang van de Sint-Servaasbasiliek te Maastricht. In laatstgenoemde kerk kondigt het Mariatimpaan in het Bergportaal het begin van de gotiek aan. Verder komen er in Kimswerd, de Sint-Michaelskerk in Zwolle en de kerk van Rheden gebeeldhouwde timpanen voor. Een aantal timpanen werd uit trapeziumvormige sarcofaagdekels vervaardigd, zoals bij de kerken van Doorn en Velsen. Ook de kerken van Werkhoven en Wierum bezaten zo'n klein boogveld, maar deze zijn in de negentiende eeuw verdwenen. Neoromaanse en neogotische timpanen zijn in de katholieke kerkenbouw in Nederland in groten getale toegepast.
Timpaan is ook de titel van een beeld van Wendela Gevers Deynoot aan de zijgevel van de Oranje Nassaukazerne, Amsterdam.

## Vlaanderen
Enkele voorbeelden van timpanen met een verhalende uitbeelding zijn te vinden aan de romaanse Sint-Basiliuskapel te Brugge met een reliëf waarin het doopsel van de Heilige Basilius wordt weergegeven, of in de gotische Onze-Lieve-Vrouwekathedraal te Antwerpen met in de westgevel een groot timpaan dat het Laatste Oordeel uitbeeldt.